# Technische Hochschule Chalmers

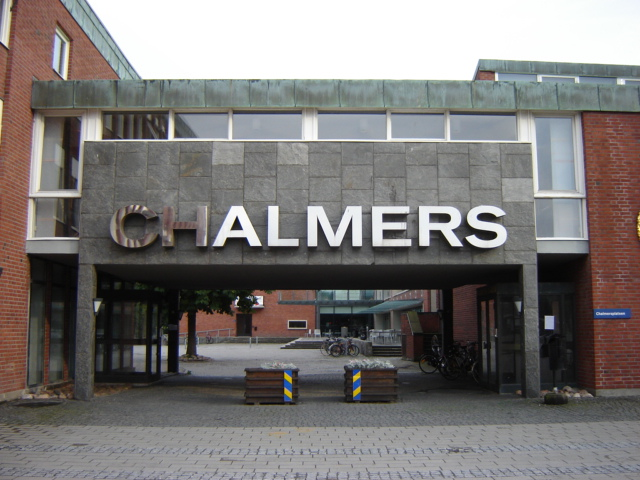
Haupteingang der Hochschule

Die Technische Hochschule Chalmers (schwedisch Chalmers tekniska högskola, englisch Chalmers University of Technology) ist eine Technische Universität in der schwedischen Stadt Göteborg.
Die Technische Universität wurde 1829 aus einer Stiftung von William Chalmers, einem Direktor der schwedischen Ostindien-Kompanie, gegründet.

## Geschichte
Die Ursprünge der Technischen Universität liegen in einer Spende William Chalmers’ für die Gründung einer Handwerksschule für arme Kinder.
18 Jahre nach dem Tod Chalmers’ fand 1829 der erste Unterricht im Stadtzentrum Göteborgs statt.
Dort wuchs die private Schule stetig an, bis man 1926 zum heutigen Campus Johanneberg umzog.
Nachdem die Chalmers 1937 zu einer Hochschule ernannt und verstaatlicht wurde, erhielt sie 1940 das Promotionsrecht. Sie ging 1994 wiederum in eine private Stiftung über.
Gleichzeitig dazu wurde 1994 begonnen, den neuen Campus Lindholmen aufzubauen. Da die Universität nicht staatlich getragen wird, erhebt die Universität von Studenten, die nicht Staatsbürger eines Mitgliedsstaates des Europäischen Wirtschaftsraums oder der Schweiz sind, – mit Ausnahmen – Studiengebühren. Sie belaufen sich auf 80.000 Schwedische Kronen (ca. 7100 €) pro Semester für Bachelor- oder Masterstudenten, mit Ausnahme für Architekturstudierende (105.000 Kronen, ca. 9300 € pro Semester).

## Fakultäten
- Architektur (Arkitektur)
- Bauingenieurwesen und Umwelttechnik (Bygg- och miljöteknik)
- Informatik (Data- och informationsteknik)
- Energietechnik und Umweltwissenschaften (Energi och miljö)
- Fundamentale Physik (Fundamental fysik)
- Angewandte Physik (Teknisk fysik)
- Chemie und Chemieingenieurwesen (Kemi- och kemiteknik)
- Biologie und Biotechnologie (Biologi- och bioteknik)
- Mathematik (Matematiska vetenskaper)
- Materialwissenschaft und Fertigungstechnik (Material- och tillverkningsteknik)
- Mikro- und Nanotechnologie (Mikroteknik och nanovetenskap)
- Produkt- und Produktionsentwicklung (Produkt- och produktionsutveckling)
- Funktechnik und Astronomie (Radio- och rymdvetenskap)
- Signalverarbeitung (Signaler och system)
- Schifffahrt und Marinetechnik (Sjöfart och marin teknik)
- Wirtschaftsingenieurwesen (Teknikens ekonomi och organisation)
- Angewandte Informationstechnologie (Tillämpad IT)
- Angewandter Maschinenbau (Tillämpad mekanik)

Daneben existiert das Gothenburg Centre for Advanced Studies in Science and Technology (GoCAS), das gemeinsam mit den Universitäten Göteborg, Oxford und anderen Partnern Forschung zu existenziellen Risiken, Ernährungssicherheit und erdähnlichen Planeten initiiert.

## Räumliche Situation

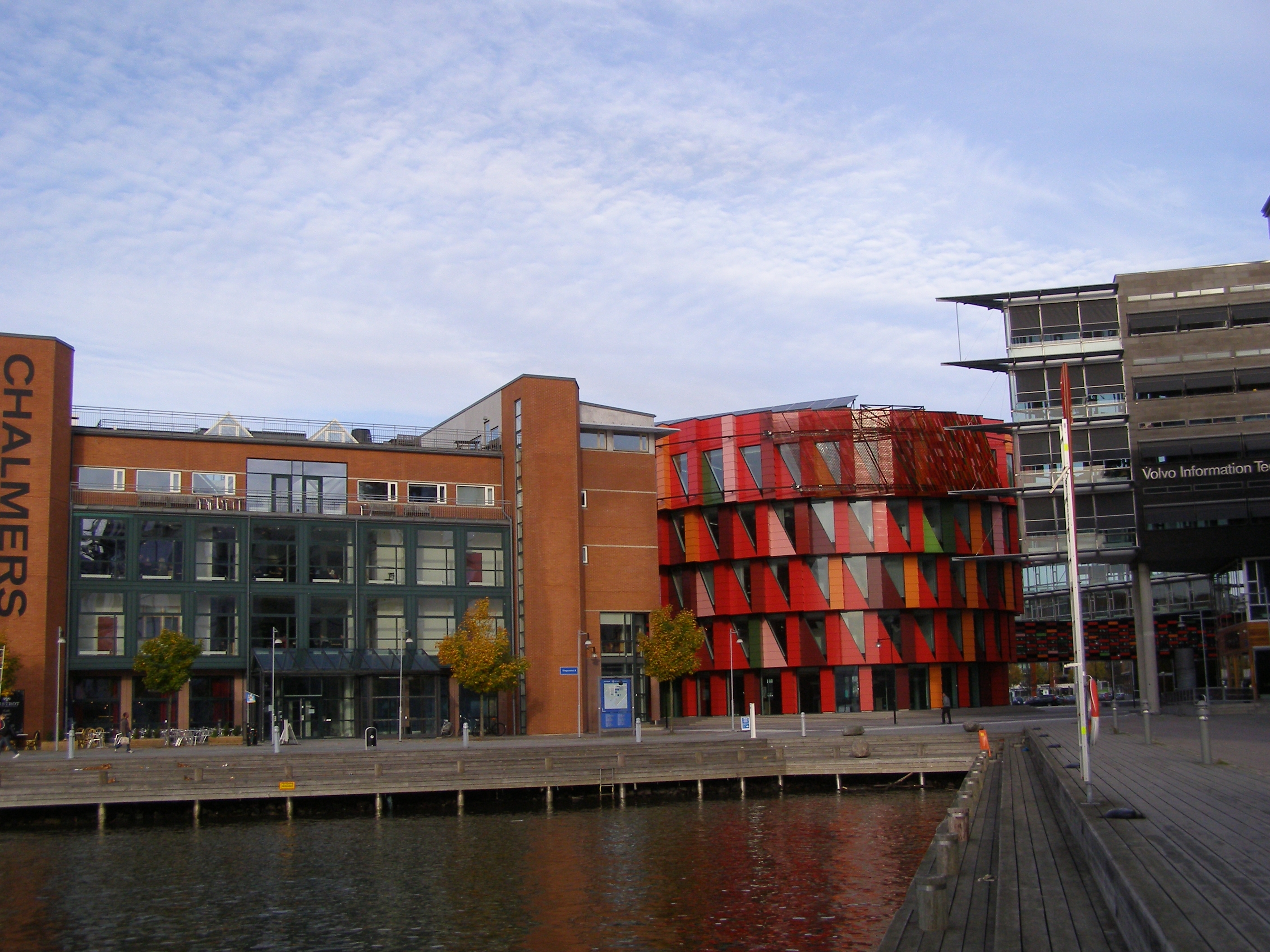
Campus Lindholmen

Die Universität ist räumlich in zwei Campus aufgeteilt:
Der ältere und größere Campus Johanneberg, nahe dem Stadtzentrum gelegen, bildet den Hauptteil der Universität. Dort finden die meisten Lehrveranstaltungen für Architekten und Ingenieure statt, außerdem ist dort auch das Haus der Studentenvereinigung und ein großer Teil der Forschung angesiedelt.
Campus Lindholmen ist nördlich des Flusses Göta älv gelegen und beherbergt unter anderem die IT Universität und die Fakultät für Schifffahrt und Marinetechnik.

## Bekannte Absolventen
- Carl Abraham Pihl (1825–1897), norwegischer Eisenbahningenieur und erster Direktor der Norges Statsbaner
- Gustaf Dalén (1869–1937), schwedischer Physik-Nobelpreisträger
- Sigfrid Edström (1870–1964), schwedischer Industrieller und Sportfunktionär, Direktor der ASEA, Präsident des IOC
- Richard Söderberg (1895–1979), Erfinder und Professor am Massachusetts Institute of Technology
- Margit Hall (1901–1937), Architektin und Möbeldesignerin
- Ingemar Lundström (* 1941), Physiker, Vorsitzender des Nobelkomitees für Physik
- Rune Andersson (* 1944), schwedischer Industrieller, Eigentümer der Mellby Gård
- Leif Östling (* 1945), Vorstandsvorsitzender von Scania
- Lars Göran Josefsson (* 1950), Vorstandsvorsitzender von Vattenfall
- Leif Johansson (* 1951), ehemaliger Vorstandsvorsitzender von Volvo und Vorstandsvorsitzender von Ericsson
- Bo Leuf (1952–2009), schwedischer Programmierer und Politiker
- Hans Stråberg (* 1957), Präsident und CEO der Electrolux
- Christopher Ahlberg (* 1968), Informatiker und Unternehmer, Gründer von Spotfire und Recorded Future
- Martin Lorentzon (* 1969), Mitbegründer von Spotify und TradeDoubler
- Johannes Norlander (* 1974), Architekt und Möbeldesigner

## Ranking
Seit 2012 hat Chalmers im Reputationsindex des schwedischen Marktforschungsunternehmens Kantar Sifo das höchste Ansehen für schwedische Universitäten erlangt. Laut der Umfrage ist Chalmers die bekannteste Universität in Schweden, die als erfolgreiche und wettbewerbsfähige hochkarätige Institution mit großem gesellschaftlichen Beitrag und Glaubwürdigkeit in den Medien angesehen wird.
Im Jahr 2018 stufte ein Benchmarking-Bericht des MIT Chalmers unter den Top 10 weltweit ein bezüglich der Qualität von Ingenieurausbildungen. 2019 wurde Chalmers von der Europäischen Kommission als eine der besten Universitäten Europas nach den U-Multirank-Rankings ausgezeichnet.
Im International Professional Ranking of Higher Education Institutions von 2011, welches auf der Grundlage der Anzahl der Alumni erstellt wird, die eine Position als Chief Executive Officer (CEO) oder gleichwertig in einem der Fortune-Global-500-Unternehmen innehaben, belegte die Chalmers den 38. Platz weltweit, Platz 1 in Schweden und Platz 15 in Europa.
Chalmers erreichte bei den QS World University Rankings 2018 den 133. Platz im allgemeinen Ranking. Beim Shanghai-Ranking Engineering/Technology 2016 ist die Chalmers in der Spanne 51–75 vertreten.